# Kathedrale von Viedma

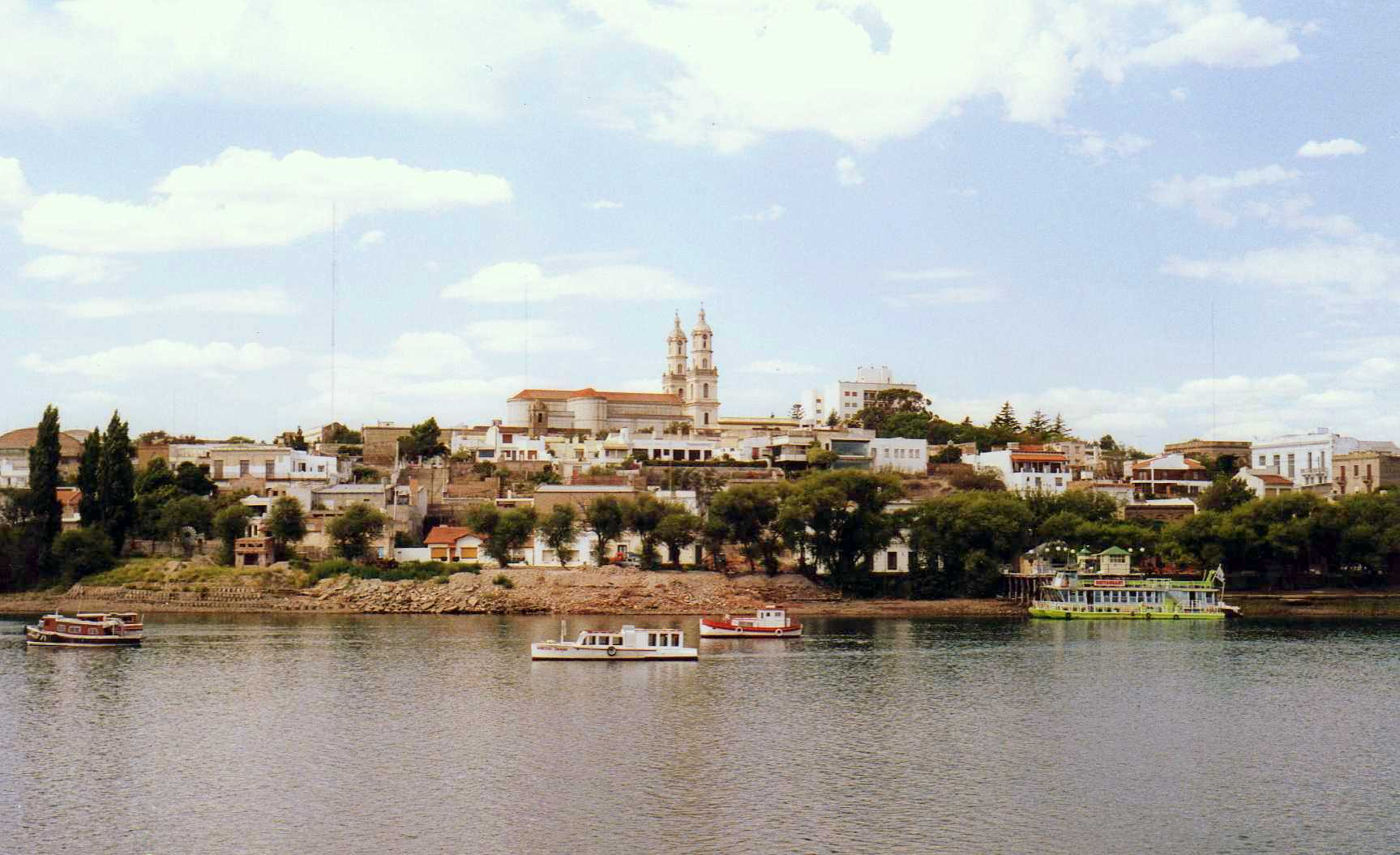
Viedma – Stadtansicht mit Río Negro und Kathedrale

Die Kathedrale von Viedma (spanisch Catedral de Nuestra Señora de la Merced) in der mittelargentinischen Stadt Viedma in der Provinz Río Negro ist der Sitz des römisch-katholischen Bistums Viedma.

## Lage
Die ca. 50.000 Einwohner zählende Stadt Viedma liegt ungefähr 915 km (Fahrtstrecke) südwestlich der Landeshauptstadt Buenos Aires auf dem Südufer des Río Negro ca. 30 km vor dessen der Mündung in den Südatlantik. Die Kathedrale erhebt sich auf dem höchsten Punkt der Stadt.

## Geschichte
Nach dem Brand der alten Pfarrkirche wurde in den Jahren von 1884 bis 1886 eine neue Kirche gebaut. Das Bistum Viedma wurde im Jahr 1934 von Papst Pius XI. errichtet und dem Erzbistum Bahía Blanca als Suffraganbistum unterstellt. Aus der Pfarrkirche wurde eine Kathedrale, deren Glockentürme (campanarios) jedoch erst im Jahr 1979 vollendet wurden. 

## Architektur
Der dreischiffige Kirchenbau präsentiert sich außen wie innen im Stil der Neorenaissance. Zwei seitliche Glockentürme rahmen die Fassade, deren Mitte von einem Portikus mit Dreiecksgiebel eingenommen wird. Das Innere der Kirche ist repräsentativ, wenn auch ohne erhöhte Vierungskuppel; Teile der Marmorverkleidung stammen aus Italien.